# Herricht & Preil
Herricht & Preil war ein populäres Komikerduo in der DDR, bestehend aus Rolf Herricht (1927–1981) und Hans-Joachim Preil (1923–1999). Bei einer Umfrage des MDR im Jahr 2008 wurden sie zu den beliebtesten Humoristen gewählt.

## Geschichte
Rolf Herricht und Hans-Joachim Preil lernten sich im Jahr 1951 in Bernburg kennen. Ihr erster gemeinsam aufgeführter Sketch war „Die Schachpartie“ im Jahr 1953. Fast drei Jahrzehnte lang (bis zu Herrichts Tod im Jahr 1981) führten sie gemeinsam Sketche auf, die Preil schrieb.
Preil spielte dabei oftmals den oberlehrerhaften Neunmalklugen; Herricht übernahm den naiv-bauernschlauen Part. Die beiden wurden wegen dieser Spielweise öfter mit Dick und Doof verglichen. Herricht jedoch begriff nie, was Preil zu sagen versuchte, führte ihn aber dennoch immer wieder aufs Glatteis und war am Schluss oft glänzender Sieger. Zu den bekanntesten Sketchen des Duos zählen „Der Klavierkauf“, „Der Gartenfreund“, „Die Briefmarke“ und „Reisebekanntschaft“.
Herricht und Preil waren das wohl beliebteste Komikerduo in der DDR. Ihre Shows und Auftritte im DDR-Fernsehen erlangten große Berühmtheit und einige Sätze entwickelten sich zu geflügelten Worten.
Von vielen ihrer Sketche sind Versionen auf diversen Schallplatten veröffentlicht worden.

## Sketche
- Der Weihnachtsmann
- Mückentötolin
- Die Fahrschule
- Der Gartenfreund
- Der Bleistift
- Der Tierarzt
- Der Schauspieler
- Der Klavierkauf
- Die Briefmarke
- Das Schachspiel
- Die Tigerjagd
- Reisebekanntschaft
- Hoppegarten
- Der Tippschein
- Der Krimi
- Die Seefahrt (Dann gang es durch den Ginges)
- Hypnose
- Die Hasenjagd
- Das Gedicht (Die Ziege, Ein Rollschuhläufer)
- Auf dem Fußballplatz (Der Strafraum)
- G wie Schee
- Die Jagd
- Das Kartenspiel

## Diskographie
- Schachmatt/Der Schauspieler 1964. Single
- Aber Herr Preil! 1966. LP
- Eine Stunde gute Laune 1972. LP, MC
- Eine 2. Stunde gute Laune, 1976. LP, MC
- Eine Überstunde gute Laune, 1988. LP, MC
- Herricht & Preil: Das waren wir, 1993–95. (4 CDs/MCs)
- Herricht & Preil: Das waren wir. Die besten Sketche, 2004. DVD